# La Trobe University
La Trobe University är ett universitet i Australien.  Huvudcampuset ligger i Melbourneförorten Bundoora i kommunen Darebin och delstaten Victoria.
Det rankades som ett av de 351–400 främsta lärosätena i världen i Times Higher Educations ranking av världens främsta lärosäten 2018.